# 小行星1607
小行星1607（1607 Mavis）是一颗围绕太阳公转的小行星。1950年9月3日，歐內斯特·倫納德·詹森在约翰内斯堡发现了此天体。
該小行星以南非天文學家雅各布斯·A·布魯爾（Jacobus A. Bruwer）的妻子梅維斯·布魯爾（Mavis Bruwer）命名。
这颗小行星的绝对星等为236.0548370250752等。